# Scaposodus rufulus
Scaposodus rufulus là một loài bọ cánh cứng trong họ Cerambycidae.